# ایمرت
ایمرت (به آلمانی: Immert) یک شهر در آلمان است که در برنکاستل-ویتلیش واقع شده‌است. ایمرت ۱۷۱ نفر جمعیت دارد.